# Titularbistum Mush degli Armeni
Mush degli Armeni (ital.: Musc degli Armeni) ist ein Titularbistum der römisch-katholischen Kirche, benannt nach der erloschenen Erzdiözese Mush in Armenien. Das Titularbistum wurde 1972 aufgelöst. 
| Titularbischöfe von Mush degli Armeni |                      |     |                    |              |
| Nr.                                   | Name                 | Amt | von                | bis          |
| 1                                     | Pasquale Giamgian    |     | 16. September 1884 | 1. Juni 1886 |
| 2                                     | Narsete Gindoyan CAM |     | 31. Mai 1892       | 1909         |
| 3                                     | Giacomo Topuzian     |     | 27. April 1911     | 1915         |